# (1349) Bechuana
(1349) Bechuana es un asteroide perteneciente al cinturón de asteroides descubierto por Cyril V. Jackson desde el observatorio Union de Johannesburgo, República Sudaficana, el 13 de junio de 1934.

## Designación y nombre
Bechuana fue designado al principio como 1934 LJ.
Más tarde se nombró por el antiguo nombre de Botsuana, un país de África.

## Características orbitales
Bechuana orbita a una distancia media de 3,011 ua del Sol, pudiendo acercarse hasta 2,538 ua y alejarse hasta 3,485 ua. Su inclinación orbital es 10,06° y la excentricidad 0,1573. Emplea 1909 días en completar una órbita alrededor del Sol.